# Помоги мне
Help Me (с англ. — «Помоги мне») — двадцать первая по счету и заключительная серия 6 сезона американского телесериала «Доктор Хаус». Премьера состоялась 17 мая 2010 года на телеканале FOX. Режиссёром данной серии стал Грег Яйтанис.

## Сюжет
Эпизод начинается с того, что Хаус весь в пыли и мелких ранах сидит в своей ванной комнате. В руке у него пузырёк викодина. Затем действие переносится на 8 часов ранее.
Хаус приходит в кабинет к Кадди, где дарит ей книгу, написанную её прадедом, на их с Лукасом новоселье. После Хаус и Кадди отправляются в центр города, где рухнул кран. Хаус диагностирует пострадавших пациентов, пока ему не попадается крановщик, который уснул, несмотря на большую дозу кофеина, принятого им до работы. Хаус решает взяться за этот случай и отправляет его в Принстон-Плейнсборо. Первоначально он хотел поехать с ним, но его отговорила Кадди, объясняя это тем, что на месте аварии гораздо больше больных, а его команда может справиться самостоятельно.
Во время перерыва Хаус слышит звук, похожий на стук по стальной трубе. Хаус решает самостоятельно спуститься вниз. Под обломками он находит застрявшую там девушку по имени Ханна и решает её вытащить, но обнаруживает, что её нога застряла под балкой. Спасатели пытаются просверлить балку, но их оборудования недостаточно. Хаус заботится о девушке, одновременно диагностируя по телефону крановщика.
Также он говорит с Кадди, выясняя, что она обручена с Лукасом. Хаус полагает, что у крановщика поражение головного мозга и назначает МРТ. Ситуация усугубляется, спасатели понимают, что опорная конструкция, которая придавила Ханну, также находится под горой мусора и может рухнуть. Оборудование, которое может освободить её, находится в часах езды от места катастрофы, так что ей предлагают ампутацию. Ханна отказывается, Хаус поддерживает её.
У крановщика начинается кровотечение из глаз во время МРТ, и Хаус пытается вернуться в Принстон-Плейнсборо, чтобы диагностировать его, но без его присутствия у Ханны начинается паническая атака. Хаус возвращается и начинает говорить с Ханной. Спасатели вскоре прибывают с оборудованием для поднятия опорной конструкции, но в то время, как они пытаются освободить Ханну, конструкция не выдерживает и все оказываются под завалом.
Уже прошло слишком много времени, и Ханна находится в серьёзной опасности из-за краш-синдрома. Кадди и спасатели предлагают ампутацию снова, но Хаус отказывается.
Затем Хаус спорит с Кадди. Кадди утверждает, что он отказывается от ампутации, чтобы противоречить ей, злясь на неё из-за помолвки с Лукасом. Хаус же называет её жалким самовлюблённым человеком. Кадди затем говорит, что пора бы ему двигаться вперёд в своей жизни, и Хаус оскорбляет её. Кадди, в свою очередь, говорит, что она устала от споров с Хаусом, и мирится с ним. Затем она рассказывает ему, что она и даже Уилсон изменили свои собственные жизни в лучшую сторону, построили новые отношения, а Хаус как белая ворона — единственный, кто не имеет ничего. Она уходит к Ханне, чтобы убедить её в ампутации застрявшей ноги.
Ханна отказывается, но вскоре приходит Хаус. К удивлению Кадди, он говорит Ханне, что она должна согласиться на ампутацию. Затем он отвечает ей на ранее заданный вопрос о том, что случилось с его собственной ногой, рассказывает об инфаркте мышцы бедра и его собственном отказе от ампутации. Он понял, что в настоящее время он скорее предпочёл бы ампутацию ноги. Из-за рискованных процедур у него осталась лишь изуродованная и бесполезная нога и постоянные боли, которые изменили его характер в худшую сторону и привели к тому, что он остался в полном одиночестве. Хаус говорит Ханне, что у неё до сих пор есть жизнь и те, кто любят её, и что нога не стоит этого. Ханна даёт своё согласие.
Хаус ампутирует ногу. Ханну сразу же забирает машина скорой помощи, направляющаяся в Принстон-Плейнсборо. По пути обратно Хаус продолжает диагностировать крановщика по телефону и дедуктивным методом выводит, что у него арахноидальная киста. У Ханны внезапно возникают проблемы с дыханием. Хаус сначала думает, что у неё эмболия лёгочной артерии, однако позже понимает, что это жировая эмболия, вызванная ампутацией. Ханна умирает до того, как машина скорой помощи добирается в Принстон-Плейнсборо. Форман пытается утешить Хауса, но тот выходит из себя, приказывает Форману убираться с дороги и возвращается домой.
Тринадцатая оставляет письмо на столе Хауса и говорит Таубу, что она просит отпуск. Он спрашивает её, как она себя чувствует. Тринадцатая отвечает: «Не очень хорошо».
Хаус возвращается домой. В ярости от смерти Ханны и предыдущего замечания Кадди, из-за боли в ноге и различных ран, он срывает зеркало со стены ванной комнаты и разбивает его. За зеркалом была небольшая полость, в которой оказались два пузырька с викодином. Хаус совсем упал духом. Он открывает одну из банок и вытаскивает две таблетки. Кадди приходит как раз перед тем, как он собирается их принять. Она рассказывает, что порвала с Лукасом, потому что поняла, что в действительности любит Хауса. Несмотря на новый дом и нового жениха, оказалось, что она думала только о нём. Кадди спрашивает Хауса: «Может ли у нас что-нибудь ещё получиться?». Они целуются и Хаус спрашивает, не галлюцинация ли это снова. Кадди спрашивает, не принимал ли он викодин, на что Хаус показывает, что таблетки до сих пор у него в руке. Таблетки падают на пол и эпизод заканчивается кадром сплетённых рук Хауса и Кадди.

## Критика и рейтинги

### Рейтинги
Этот эпизод посмотрело 11,06 миллионов Американских зрителей. Эпизод занял 17-е место в рейтинге недели.

### Критика
Зак Хэндлен оценил эпизод в 4 балла (из 5). Он отметил, что эпизод оказался неожиданным. Отличная игра Хью Лори заставила его впервые за 6 сезонов переживать за пациента.
Ион Краков из IGN оценил эпизод в 9,5 из 10.